# Loreto (província)
Loreto é uma província do Peru localizada na região de Loreto. Sua capital é a cidade de Nauta.

## Distritos da província
- Nauta
- Parinari
- Tigre
- Trompeteros
- Urarinas